# OR3A2
Olfaktorni receptor 3A2 je protein koji je kod ljudi kodiran OR3A2 genom.
Olfaktorni receptori formiraju interakcije sa molekulima mirisa u nosu, čime se inicira neuronski respons koji izaziva percepciju mirisa. Oni su odgovorni za prepoznavanje i G proteinima posredovanu transdukciju mirisnih signala. Proteini olfaktornih receptora su članovi velike familije G protein spregnutih receptora (GPCR). Poput mnogih receptora za neurotransmitere i hormone, olfaktorni receptori imaju strukturu 7-transmembranskog domena. Oni su kodirani genima sa jednim eksonom. Geni olfaktornih receptora su najveća familija genoma. Nomenklatura gena i proteina olfaktornih receptora je nezavisna od drugih organizama.

## Literatura
- Ben-Arie N; Lancet D; Taylor C;  . (1994). „Olfactory receptor gene cluster on human chromosome 17: possible duplication of an ancestral receptor repertoire.”. Hum. Mol. Genet. 3 (2): 229—35. PMID 8004088. doi:10.1093/hmg/3.2.229.
- Rouquier S; Taviaux S; Trask BJ;  . (1998). „Distribution of olfactory receptor genes in the human genome.”. Nat. Genet. 18 (3): 243—50. PMID 9500546. doi:10.1038/ng0398-243.
- Strausberg RL; Feingold EA; Grouse LH;  . (2003). „Generation and initial analysis of more than 15,000 full-length human and mouse cDNA sequences.”. Proc. Natl. Acad. Sci. U.S.A. 99 (26): 16899—903. PMC 139241 . PMID 12477932. doi:10.1073/pnas.242603899.
- Malnic B, Godfrey PA, Buck LB (2004). „The human olfactory receptor gene family.”. Proc. Natl. Acad. Sci. U.S.A. 101 (8): 2584—9. PMC 356993 . PMID 14983052. doi:10.1073/pnas.0307882100.

## Spoljašnje veze
- OR3A2+protein,+human на 